# روب سميث (لاعب كرة قدم أمريكية أمريكي)
روب سميث (بالإنجليزية: Robb Smith)‏ هو لاعب كرة قدم أمريكية أمريكي، ولد في 10 مايو 1975 في بيتسبرغ في الولايات المتحدة.